# Konrad Mastyło
Konrad Mastyło (ur. 11 lutego 1960 w Stalowej Woli) – polski muzyk, kompozytor, pianista, organista, pedagog.

## Życiorys
Wychował się w Stalowej Woli. Ukończył Szkołę Muzyczną im. I.J. Paderewskiego. Od czasu wizyty w kościele pod wezwaniem Świętej Trójcy w Rudniku stał się miłośnikiem muzyki organowej. Jego dziadek Franciszek Mastyło przez 50 lat był organistą w Biszczy. W 1979 roku zdał maturę w Liceum Ogólnokształcącym im. Komisji Edukacji Narodowej. Jest absolwentem Akademii Muzycznej w Krakowie.
Od wielu lat jest pianistą Piwnicy pod Baranami. Był członkiem zespołu Marka Grechuty – Anawa. Współpracuje m.in. z Jackiem Wójcickim, Anną Szałapak, Beatą Rybotycką, Elzbietą Towarnicką, Ireną Santor, Zbigniewem Preisnerem, Przemysławem Brannym.
Od wielu lat związany z teatrem STU jako pianista i aktor („Szczęśliwe dni” S. Beckett, „Sonata Belzebuba” S.I. Witkiewicz).
16 października 2009 roku otrzymał tytuł VI Ambasadora Stalowej Woli. Uroczyste nadanie tytułu miało miejsce podczas benefisu Mastyły w Miejskim Domu Kultury jego rodzinnego miasta. Wydarzenie to zgromadziło tłumy ludzi i odbiło się szerokim echem w życiu kulturalnym miasta. Wystąpili m.in. Grzegorz Turnau, Zbigniew Wodecki, Beata Rybotycka, Zbigniew Preisner, Skaldowie, Jacek Wójcicki, Kuba Badach. Organizatorzy otrzymali kulturalną nagrodę wręczaną przez prezydenta miasta – Gałązkę Sosny. Konrad Mastyło chętnie przyjeżdża do Stalowej Woli na występy (m.in. koncert z okazji 60. rocznicy nadania praw miejskich w 2005 roku, Koncert Dobroczynny w 2007 roku), ale także prywatnie. Uczestniczy w życiu kulturalnym Stalowej Woli. Jest autorem muzyki do hymnu miasta.
Obecnie mieszka w Krakowie i pracuje jako wykładowca w Państwowej Wyższej Szkole Teatralnej im. Ludwika Solskiego oraz nauczyciel w Staromiejskim Centrum Kultury Młodzieży.
W 2016 roku został odznaczony brązowym medalem „Zasłużony Kulturze Gloria Artis”.

## Osiągnięcia
Jest wykonawcą muzyki do wielu znanych filmów i seriali, m.in.:
- Dekalog (1988), reż. Krzysztof Kieślowski
- Europa, Europa (1990), reż. Agnieszka Holland
- Podwójne życie Weroniki (1991), reż. Krzysztof Kieślowski
- Skaza (1992), reż. Louis Malle
- Trzy kolory. Niebieski (1993), reż. Krzysztof Kieślowski
- Trzy kolory. Biały (1993), reż. Krzysztof Kieślowski
- Trzy kolory. Czerwony (1994), reż. Krzysztof Kieślowski
- Elisa, reż. Jean Becker
- Anonyma. Eine frau in Berlin
- Twarze i maski (serial fabularny)
- Mouvemens du desir (1994), reż. Lea Pool
- When a man loves a woman (Kiedy mężczyzna kocha kobietę) (1994), reż. Luis Mandoki
- Pornografia (2003), reż. Jan Jakub Kolski
- Czas honoru (2008–2012), reż.	Michał Kwieciński, Michał Rosa, Wojciech Wójcik, Grzegorz Kuczeriszka, Waldemar Krzystek, Michał Rogalski (odcinki 1-39)[7],

oraz do spektakli teatralnych z muzyką Zygmunta Koniecznego, Jana Kantego Pawluśkiewicza, Zbigniewa Preisnera.